# Москвичи (ВИА)
«Москвичи» — советский вокально-инструментальный ансамбль (ВИА), организованный Юлием Слободкиным в Москонцерте в Москве в 1971 году. Наиболее известен первым исполнением таких песен, как «Налетели вдруг дожди», «Как прекрасен этот мир», «День без выстрела на земле», «Мы вам честно сказать хотим», «Ты с любовью не играй».

## История
Весной 1971 года Юлий Слободкин получил разрешение руководства Москонцерта на создание нового вокально-инструментального ансамбля. В Италии был заказан комплект аппаратуры MIACA, а в транспортировке по линии МИД СССР помогала Маргарита Суворова. Электо-орган «Мatador» был передан Павлом Слободкиным. Списанные костюмы от ВИА «Весёлые ребята» для ансамбля организовал Михаил Плоткин. Репетиционной базой для группы был выбран клуб «Новая Заря» (при парфюмерной фабрике). Получив аппаратуру, Слободкин объявил конкурсный набор в новую группу.

Со своими идеями собрать оригинальный состав со струнными и духовыми инструментами Юлий обратился к своим знакомым, тогда ещё молодым композиторам, и нашёл отклик. Давид Тухманов, Сергей Дьячков и Леонид Гарин определили звучание ансамбля.
«При создании коллектива мы ставили задачу сделать его непохожим ни на один другой существующий ансамбль, старались использовать новые краски, оригинальное сочетание музыкальных инструментов: скрипки, виолончель и духовых инструментов. В нашем репертуаре произведения советских композиторов, московских авторов и, конечно, русские народные песни, которым мы придаём современное звучание. Каждый из участников ансамбля играет на двух-трех инструментах, и все поют».
Из интервью с Юлием Слободкиным. (27 октября 1972 г. «Советская Россия»)
Осенью 1971 года, ещё до официального принятия группы в Москонцерт, Давид Тухманов предложил Юлию свои новые песни — «Как прекрасен этот мир», «День без выстрела на Земле» и «Налетели вдруг дожди». Запись проходила на киностудии имени Горького. Основное соло и бэк-вокал записал Юлий Слободкин, в аккомпанементе — группа музыкантов из оркестра Вадима Людвиковского, вокальная группа.
Только к осени 1971 года окончательно сформировался основной состав ансамбля. Игорь Осколков, Александр Соколовский, Владимир Чугреев, Валерий Дурандин, Вячеслав Толмачёв, Георгий Мамиконов, Геннадий Макеев, Игорь Капитанников и Юлий Слободкин.
Слободкин представил коллектив художественному совету Москонцерта и новую программу ВИА «Москвичи». В декабре 1971 года ансамбль был утвержден приказом директора Москонцерта Ю. Л. Домогарова о создании нового вокально-инструментального ансамбля «Москвичи». Музыкальным руководителем Слободкин пригласил Геннадия Макеева. Первые сольные гастроли коллектива состоялись в январе 1972 года в Рязани и области. Слободкин переписал весь свой гастрольный график на ансамбль.
В начале 1972 года на Всесоюзном радио в своей авторской программе поэт Владимир Харитонов впервые представил широкой аудитории ВИА «Москвичи» и ранее записанные «Как прекрасен этот мир», «День без выстрела на земле» и «Налетели вдруг дожди». Группа стремительно развивается. В ансамбль приходит вокалист и барабанщик Михаил Филиппов. В репертуаре появляются новые песни, которые становятся шлягерами от Сергея Дьячкова — «Мы вам честно сказать хотим», «Возьми свои слова обратно», «Мой дом — Россия»; от Леонида Гарина — «Ты с любовью не играй». Новые песни от Марка Фрадкина, Александра Флярковского, Романа Майорова, Надежды Пахмутовой. По заказу властей города Тамбова записывается несколько песен для пластинки (миньона) «У зелёного Тамбова». Летом Госконцерт устраивает тур по Украине. Состоялись совместные выступления с ансамблем «Червона рута» и с солисткой Софией Ротару.
В этом же году состоялись первые съемки в популярной в то время телепередаче «Музыкальный киоск» с песней «Налетели вдруг дожди». Так же ансамбль принял участие в международной программе «Песни дружбы», посвященной 50-летию СССР.
В 1973 году в состав коллектива вошли саксофонист и скрипач Ефим Дымов и вокалист, гитарист Александр Барыкин. Впервые Александр начал исполнять свою новую песню «В детстве слышал сказку я…», или «Алёнушка». Эта баллада определила все дальнейшее творчество Барыкина как композитора.
В начале лета 1973 года «Москвичи» приняли участие в Таллинском фестивале (Эстония), где их тепло приняла публика, и они стали лауреатами. Таллинское телевидение устроило съемки заключительного концерта фестиваля, трансляция шла, в том числе и на европейские страны. В это же время Слободкин начинает подготовку первого сольного альбома ансамбля. В июне «Москвичи» становятся лауреатами Всесоюзного конкурса исполнителей советской песни (3-я премия) с песней «Как прекрасен этот мир», который проходил в Минске (Белоруссия). Это был первый конкурс вокально-инструментальных ансамблей. Председателем жюри была А.Пахмутова.
Однако, несмотря на успех и перспективы развития, в ансамбле возникли разногласия. Образовалась группа музыкантов, которые после конкурса заявили Слободкину, что не хотят с ним работать, исполнять песни русских и советских композиторов, а хотят исполнять западный репертуар. После состоялось совещание, руководство Москонцерта не стало терпеть подобных заявлений и потребовало уволится всей группировке.
С сентября 1973 года Юлий Слободкин объявил конкурсный набор в ансамбль. В результате появилась программа «Ты, я и песня».

## Состав
- Юлий Слободкин (1971—1978) — художественный руководитель, вокал.
- Геннадий Макеев (1971—1973) — музыкальный руководитель, вокал, клавишные, бас-гитара.
- Владимир Чугреев (1971—1973) — ударные, звукорежиссер, зав. постановочной части.
- Валерий Дурандин (1971—1973) — вокал, бас-гитара.
- Александр Соколовский (1971—1973) — вокал, труба, скрипка.
- Георгий Мамиконов (1971—1973) — вокал.
- Вячеслав Толмачёв (1971—1973) — вокал, администратор.
- Михаил Филиппов (1972—1973) — вокал, ударные.
- Игорь Осколков (1971—1973) — скрипка, тромбон.
- Игорь Капитанников (1971—1973) — вокал, гитара, виолончель, бас-гитара.
- Ефим Дымов (1973—1973) — вокал, саксофон, альт.
- Александр Барыкин (1973—1973) — вокал, гитара.